# تپه سوزنی
تپه سوزنی مربوط به دوران‌های تاریخی پس از اسلام است و در شهرستان قوچان، روستای شیروان واقع شده و این اثر در تاریخ ۲۳ فروردین ۱۳۴۶ با شمارهٔ ثبت ۶۸۸ به‌عنوان یکی از آثار ملی ایران به ثبت رسیده است.